# Platecrizotes argentinensis
Platecrizotes argentinensis is een vliesvleugelig insect uit de familie Pteromalidae. De wetenschappelijke naam is voor het eerst geldig gepubliceerd in 1988 door De Santis.